# Szilády Áron Református Gimnázium
A Kiskunhalasi Református Kollégium Szilády Áron Gimnázium mintegy három és fél évszázados múltra tekint vissza (valószínűleg 1664-ben alapították). Az egykori iskolát fejlesztette korszerű főgimnáziummá a XIX. század végén Szilády Áron. 1948-ban az egyházi iskolák túlnyomó részéhez hasonlóan államosították. 1993 ősze óta az iskola újra a Magyarországi Református Egyház fenntartásában működik, és ismét bekapcsolódott az egyházi gimnáziumok közösségébe.
Az iskolában 8 és 4 évfolyamos nappali képzés (humán-reál és általános csoport) keretében mintegy 600 diákot tanítanak az egyházi oktatás ügye iránt elkötelezett tanárok. Nagy figyelmet fordítanak a humán és reál tudományok igényes oktatására. Informatikát és idegen nyelvet kiscsoportos képzés keretében tanítanak. A diákoknak felekezetek szerinti hitoktatásban kötelező részt venniük.
A „szeretet és minőség” jegyében végzett nevelési-oktatási munka eredményeként szép sikereket értek el országos tanulmányi versenyeken. Az elmúlt években végzett tanulók túlnyomó része egyetemen, főiskolán folytatja tanulmányait.

## Neves oktatói, ismertté vált diákjai
Tanárok
- Itt tanított az intézmény későbbi névadója, Szilády Áron

Diákok
- itt érettségizett 1970-ben Zsigmond Ágnes magyar kémikus